# Cantone di Saint-Tropez
Il Cantone di Saint-Tropez era una divisione amministrativa dell'arrondissement di Draguignan.
È stato soppresso a seguito della riforma complessiva dei cantoni del 2014, che è entrata in vigore con le elezioni dipartimentali del 2015.
Comprendeva i comuni di:
- Cavalaire-sur-Mer
- La Croix-Valmer
- Gassin
- La Môle
- Ramatuelle
- Rayol-Canadel-sur-Mer
- Saint-Tropez